# Arcidiecéze Glasgow
Arcidiecéze Glasgow (latinsky Archidioecesis Glasguensis) je římskokatolická diecéze ve Skotsku. Katedrálním kostelem je dóm sv. Ondřeje v Glasgow. Současným glasgowským arcibiskupem je od roku 2012 Philip Tartaglia. Arcidiecéze má dvě sufragánní diecéze:
- diecéze Motherwell (zal. 1947)
- diecéze Paisley (zal. 1947).

## Stručná historie
Glasgowská diecéze vznikla 6. století díky působení sv. Munga a ve středověku se stala nejvýznamnější diecézí v celém Skotsku. Roku 1492 byla povýšena na metropolitní arcidiecézi. Po protestantské reformě katolická diecéze zanikla.
Roku 1827 vznikl apoštolský vikariát Západního distriktu, který v roce 1878 papež Lev XIII. povýšil na arcidiecézí, a roku 1947, po zřízení dvou sufragánních diecézí se stala metropolitní.